# Mas Teixidor
El Mas Teixidor és una masia del municipi d'Ullastret inclosa en l'Inventari del Patrimoni Arquitectònic de Catalunya. Segons notícies verbals recollides a la població, el mas cantó havia estat propietat dels Romaguera (Can Romaguera és una gran casa pairal del mateix poble), família que ostentà els cognoms Cantó i Vilà(aquest darrer figura a la llinda del finestral de la façana ja esmentat).
Masia de pla basilical que ha conservat sense greus alteracions l'estructura bàsica (teulada de doble vessants a la crugia central i d'una pendent a les col·laterals). La façana és orientada a SE. Al cos central té la porta d'arc rebaixat. Finestral al pis amb llinda monolítica en forma d'arc rebaixat amb la següent inscripció: 17- ISIDRO-VILA -MT-93. Damunt hi ha un arc de descàrrega; dos altres arcs semblants fan suposar que hi pogué haver altres dues obertures al mateix nivell, a cada costat. Sota el vèrtex de la coberta hi ha una altra petita obertura feta amb rajol que dona a les golfes. Al seu costat hi ha un rectangle arrebossat, vestigi d'un rellotge de sol. Als dos cossos lateral hi ha sengles finestres al pis amb llindes de pedra. A l'extrem nord s'hi ha afegit a la façana una construcció moderna a manera de cobert amb terrassa superior per accedir a la qual la finestra corresponent ha estat convertida en porta.
A l'interior als baixos, hi ha una volta central de maó de pla amb llunetes i un gran arc carpanell, la qual, per la seva gran amplada ha començat a cedir. A les crugies laterals les voltes són de canó, de rebles i morter, al pis destaca la gran sala central.
Als sostres d'embigat i cabirons, senyalen clarament els tres nivells de la coberta.
La construcció és de grans rebles sense treballar lligants amb argamassa. L'edifici té adossat al darrere el que resta d'una altra casa dita Can Perris amb la qual es comunica interiorment.